# Kanton Le Moule
Der Kanton Le Moule ist ein Kanton im französischen Département Guadeloupe, der bei der Kantonsreform 2015 neu gebildet wurde aus den nun aufgelösten Kantonen Le Moule-1 und Le Moule-2. Einzige Gemeinde ist Le Moule.

## Gemeinden
Der Kanton ist identisch mit der gleichnamigen Gemeinde Le Moule.